# Poseidon med brunnskar
För andra betydelser, se Poseidon (olika betydelser).

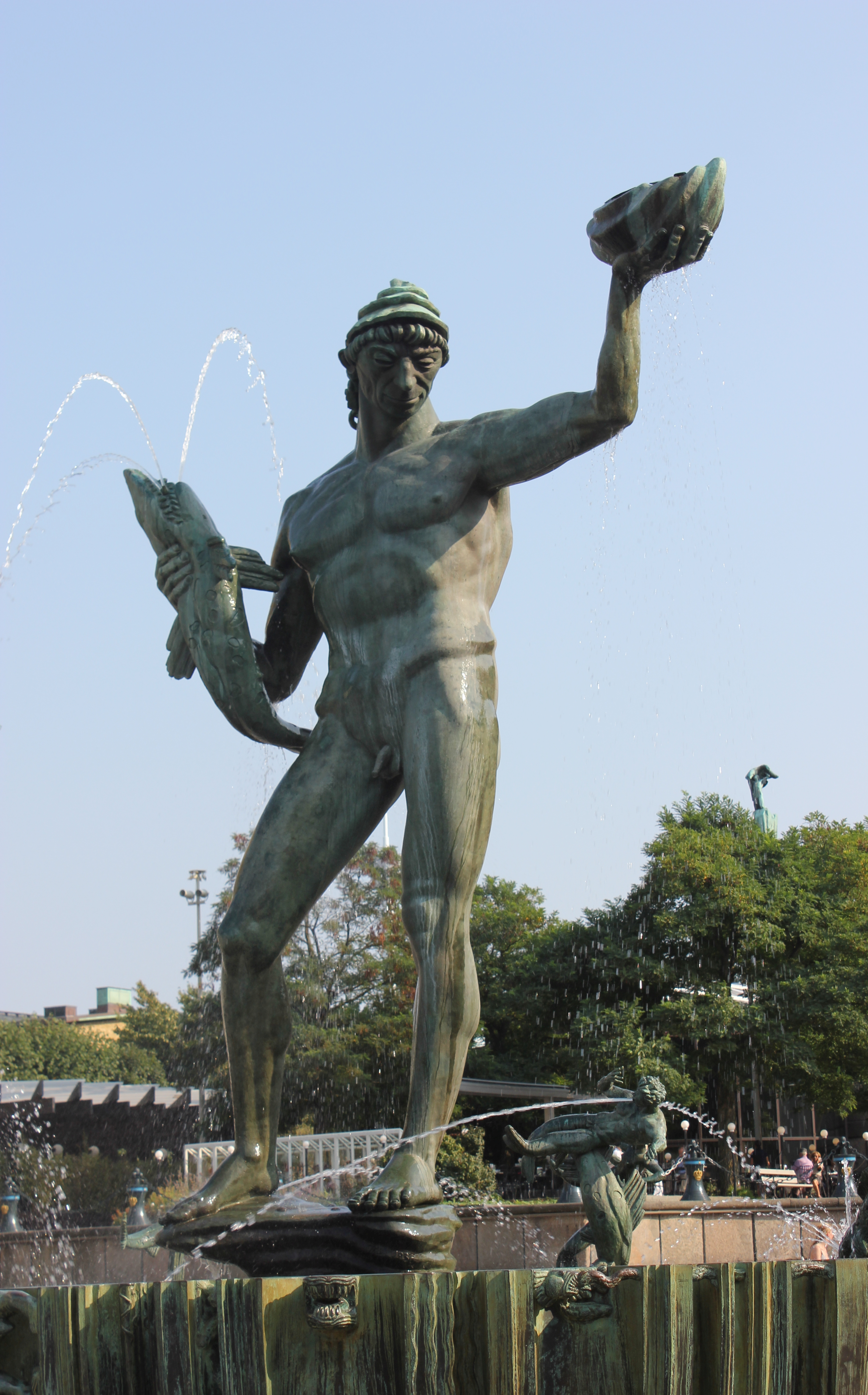
Poseidon i Göteborg (2016).

Poseidon med brunnskar eller bara Poseidon (även Poseidonbrunnen) är en bronsskulptur som står på Götaplatsen i centrala Göteborg. Skulpturen, som föreställer havsguden Poseidon, är skapad av Carl Milles och invigdes 1931. Den är ett av Göteborgs mest kända landmärken.

## Beskrivning
Den sju meter höga Poseidon står i kontrapostställning på en snäckformad upphöjning i brunnskaret. Under vattenlinjen, eller precis ovanför ytan, i brunnskaret finns alger, hummer, krabba, fisk, koraller, snäckor och musslor. I höger hand håller Poseidon en vattensprutande fisk och i vänster en snäcka. På huvudet har han en stiliserad mussla.
I brunnskaret återfinns sex mindre skulpturer och reliefer med olika vidunder, tritoner, najader, fiskar och sjöjungfrur. Brunnskaret är 120 cm högt och själva poseidonskulpturen ytterligare 7 meter hög. Statyn var från början tänkt att heta Neptunus, det romerska namnet på havets gud. Brunnskaret tillverkades vid Herman Bergman Konstgjuteri i Stockholm, men mittgrupperna med Poseidonskulpturen göts vid Lauritz Rasmussens Broncestøberi i Köpenhamn.

## Historik
Till Göteborgsutställningen 1923 uppfördes en provisorisk springbrunn på samma ställe där Poseidon nu står. Springbrunnen formgavs av Milles och var gjord i gips och bekostades av Charles Felix Lindbergs donationsfond med 80 000 kronor. Fotografier från juli 1922 indikerar att skulpturen Heraldiskt lejon kan ha varit påtänkt som motiv innan man beslutade sig för havsguden Poseidon. Den nuvarande brunnen invigdes den 20 november 1927 och bekostades även den av fonden, med totalt 125 000 kronor (1927 och 1930). Poseidonskulpturen och de sex mindre skulpturerna kom på plats senare och kl 19.30 den 24 september 1931 avtäcktes själva Poseidon inför 20000 åskådare.
I början var det många som ansåg att skulpturen var ful, för stor och hade fel proportioner. Upprördheten var så pass stor att Milles erbjöd sig att göra en ny version. Konstnären menade att han gjort benen så långa för att verket skulle bli intressantare och inte så akademiskt.

### Utsmyckning och åverkan

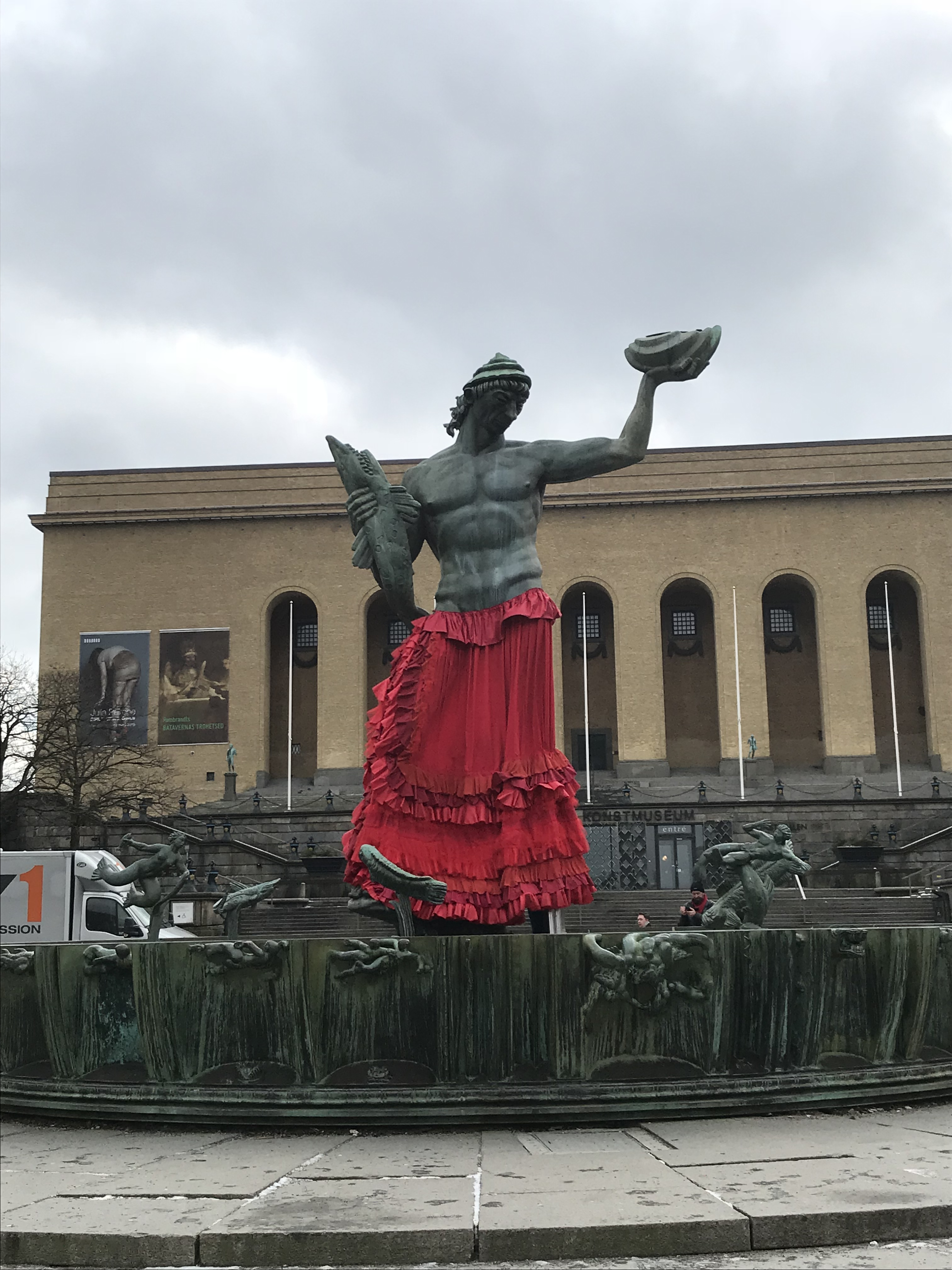
Poseidon uppklädd med flamencokjol.

Poseidon har vid många tillfällen utsmyckats på olika sätt. Han har exempelvis klätts upp som en chalmerist i vit labbrock vid ett flertal tillfällen av just chalmerister. Han har också exempelvis klätts ut till Hulken, Joakim von Anka och även försetts med röd flamencokjol.
1976 utsattes han för åverkan då någon målade röd färg i skrevet, och även senare har skulpturen bemålats på olika sätt. Natten mellan den 8 och 9 augusti 1981 placerade någon en sprängladdning runt Poseidons ena vad i ett försök att förstöra skulpturen. Ett stort stycke metall sprängdes bort men skulpturen stod ändå kvar.

### Restaureringen
År 2010 undersöktes skulpturen och under hösten och vintern 2011 restaurerades den då rost, alger och mossa avlägsnades. Även det gamla vattenledningssystemet under skulpturen ersattes med ett nytt. Ett speciellt vax togs fram enbart för Poseidon, vilket fick den tidigare matta ytan att glänsa. Avsikten med vaxningen var också att göra ytskiktet hållbarare och inte så känsligt för angrepp av rost, alger, mossa, luftföroreningar med mera. Restaureringen sköttes av Studio Västsvensk konservering, som tillhör Västarvet i Västra Götalandsregionen.

## Myter
Den mest återberättade myten kring Poseidon är att stadens borgarkvinnor ansåg att ursprungsversionen var alltför vågad så att Carl Milles tvingades förminska Poseidons könsorgan. Därefter utformade han, och positionerade fisken som Poseidon håller i sin hand, så att den ser ut som en stor penis om skulpturen betraktas från Konserthusets trappa. I myten ingår att skulpturen därför även har alternativnamnet Milles hämnd.
Även vem som stod som modell för Poseidons ansikte omges av obekräftade uppgifter. Både professor Axel Romdahl och regissören Knut Ström har påståtts varit modell.

## Spårvagnsnamn
Många spårvagnar i Göteborg bär namn efter olika göteborgskändisar, liksom statyer och liknande. M28 736 bar namnet Poseidon, men denna vagn blev svårt brandskadad på Angeredsbanan 2008. 736 skrotades senare och nu är det M31 310 som heter Poseidon.

## Mindre version
En mindre version av skulpturen står uppsatt på Millesgården i Lidingö.

## Bilder

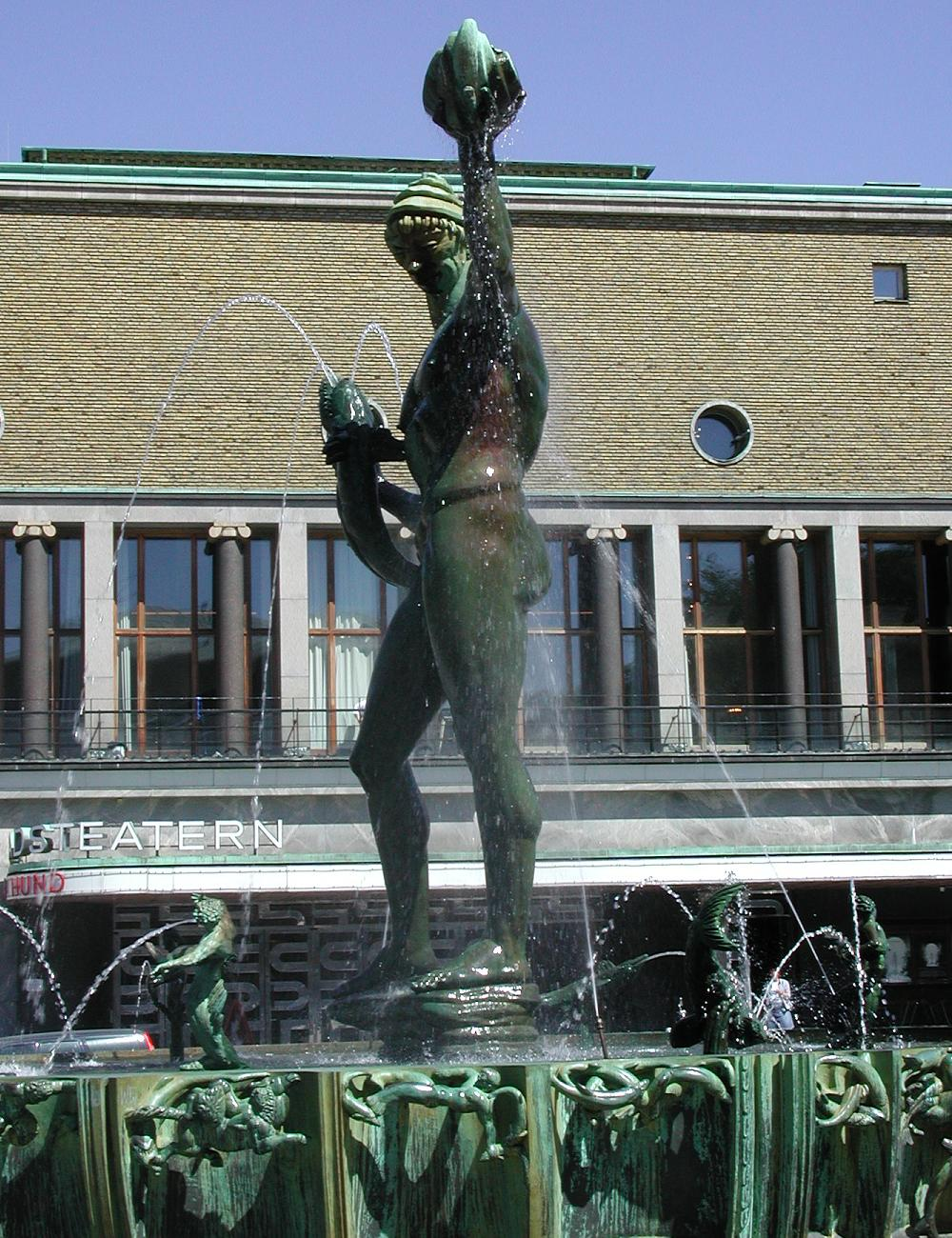
Poseidon sedd från Konserthuset.
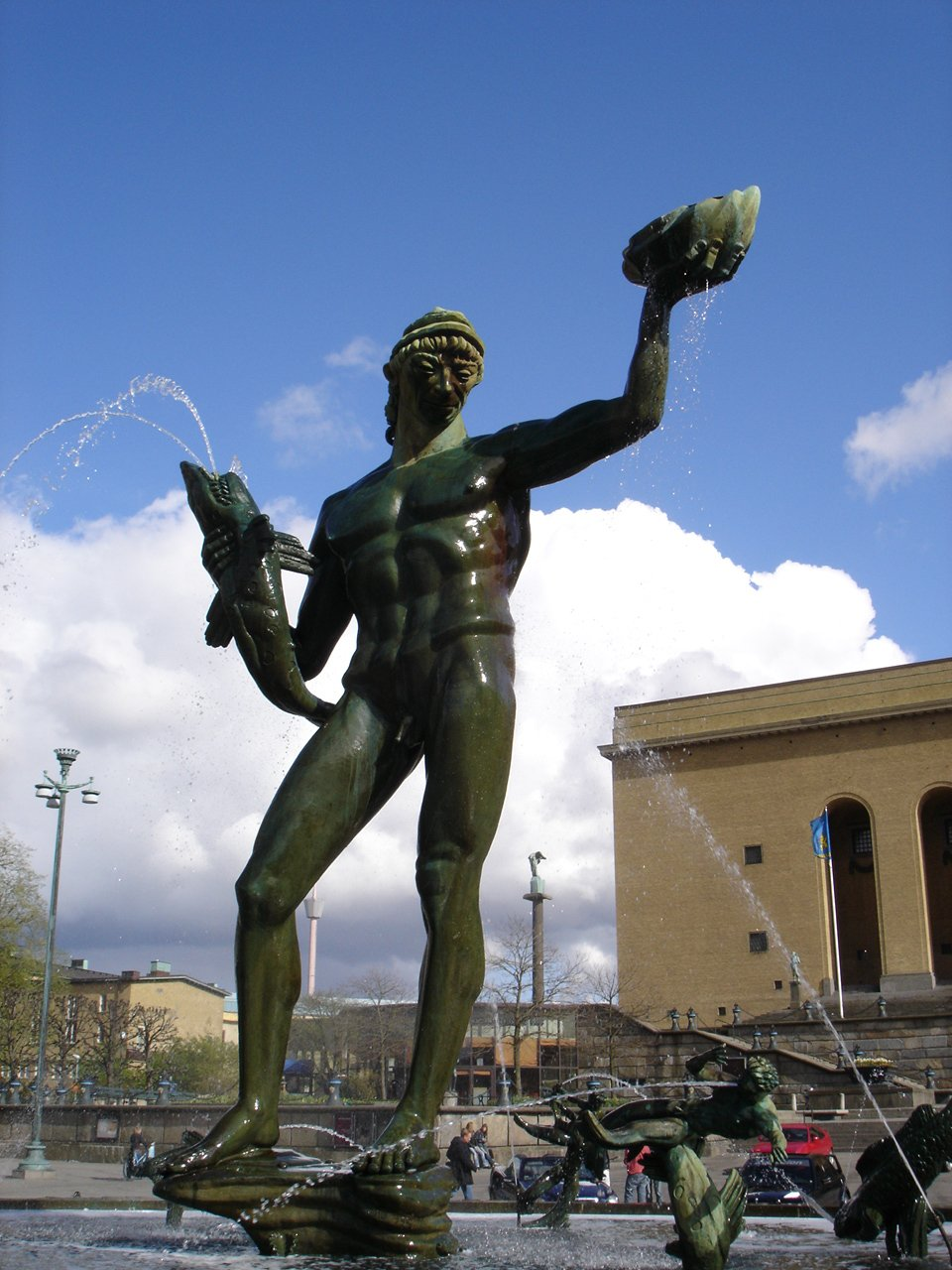
Poseidon sedd snett mot Konstmuseet.
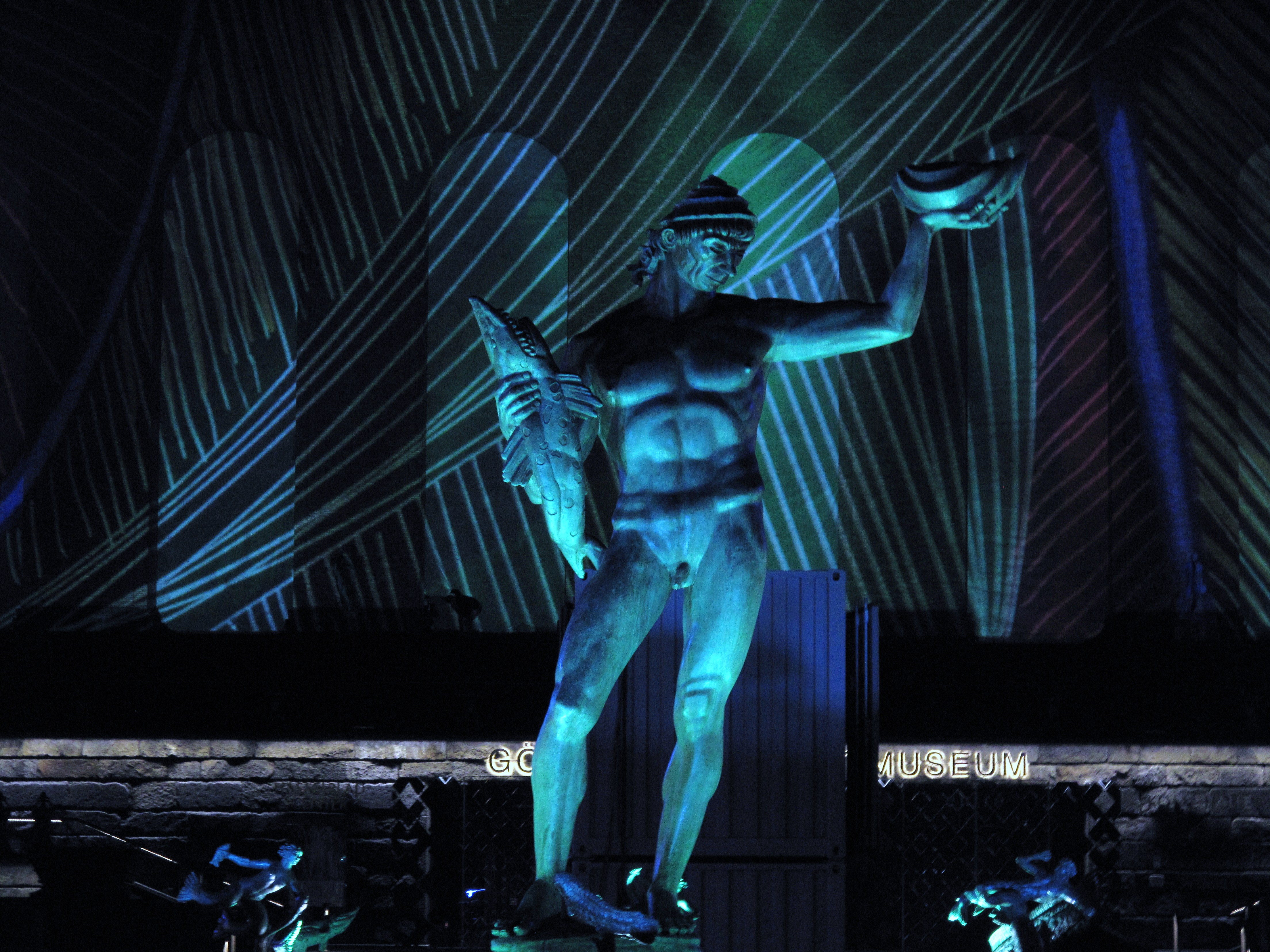
Kvällsbild av Poseidon (efter restaureringen 2011).
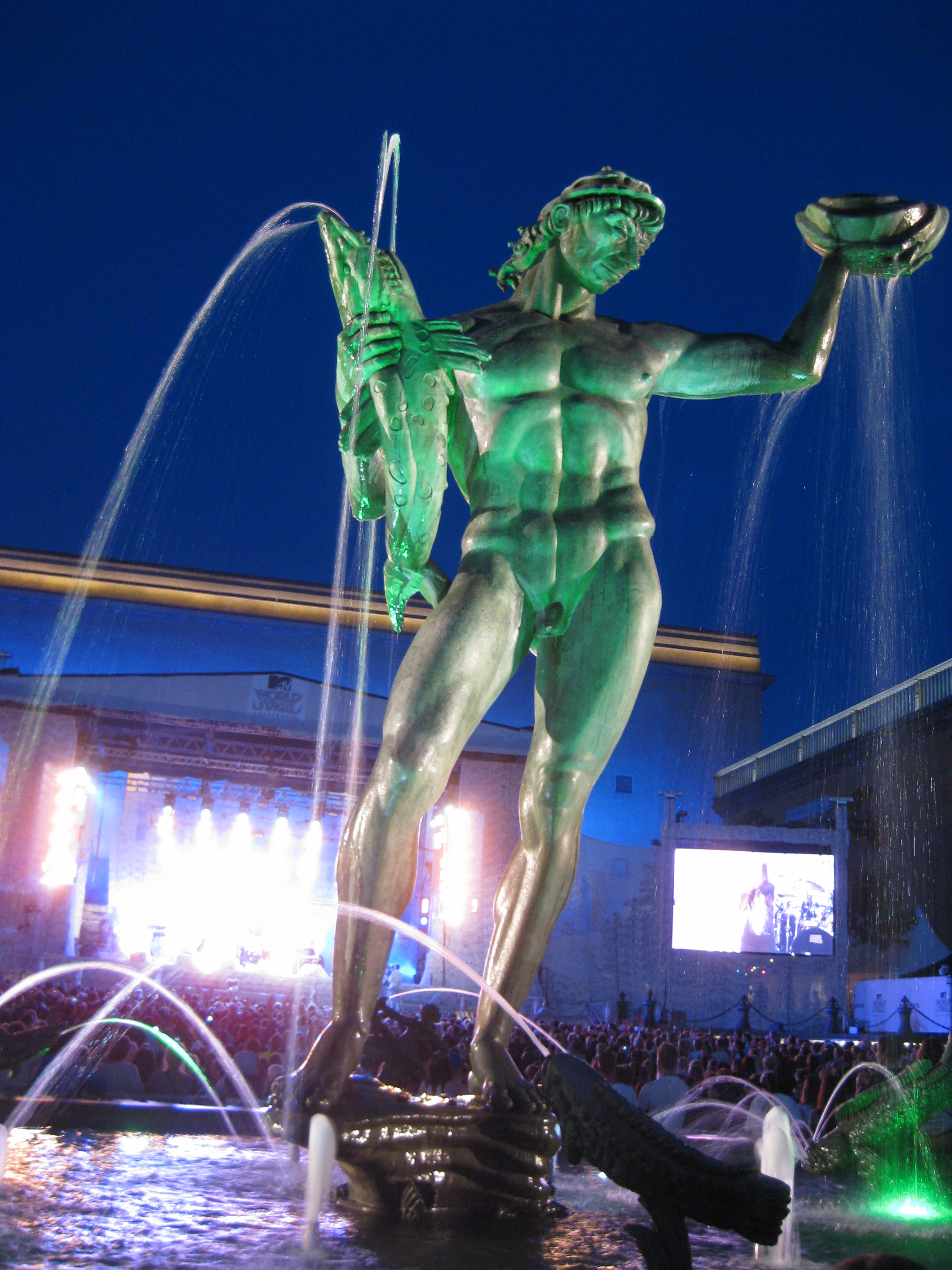
Kvällsbild av Poseidon, under "MTV City Stage".
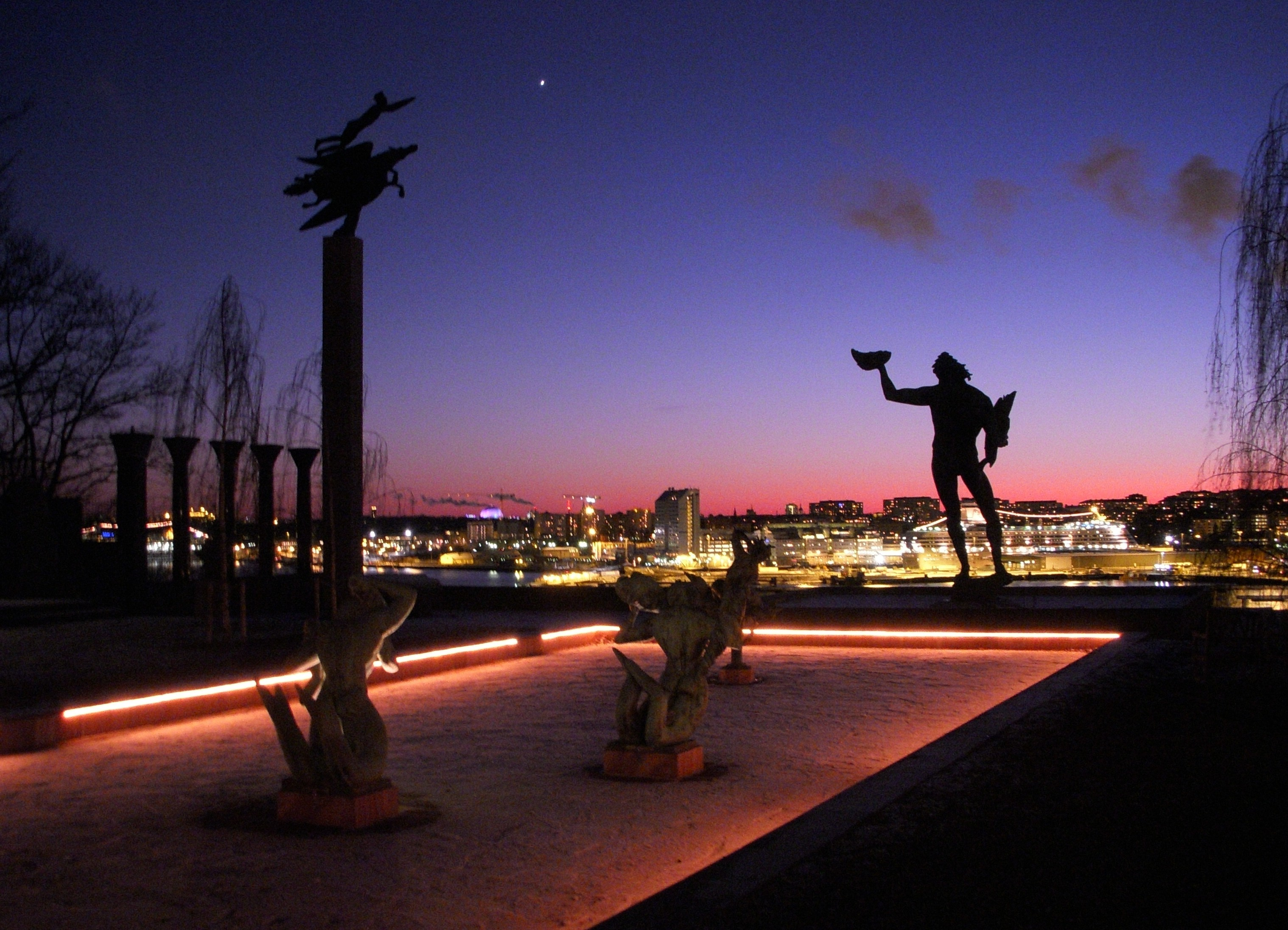
Den mindre Poseidon på Millesgården i Stockholm.